# Kirchenlehen
Ein Kirchenlehen (Wiedemuth oder Wiedmuth) ist ein Grundstück, dessen Ertrag vor allem dem Unterhalt eines Geistlichen dient. Es kann auch – vergleichsweise seltener als die „Pfarrwiedmuthen“ des Pfarrers – einem kirchlichen Mitarbeiter zugutekommen, zum Beispiel einem Kantor oder Kirchschullehrer.

## Geschichte
Ursprünglich war das jeweilige Lehen fest an eine bestimmte Stelle gebunden, deren Inhaber daraus ganz oder teilweise seine Einkünfte bezog. Kirchenlehen als Rechtsform entstanden im Mittelalter als Teil des Lehnswesens und existieren teilweise bis in die Gegenwart fort. Sowohl Gemeinden vieler evangelischer Landeskirchen als auch katholische Pfarreien haben bis heute mit ihnen verbundene Kirchenlehen. Das Kirchenlehen war und ist die am weitesten verbreitete Form der Pfründe oder Präbende.
Vom Kirchenlehen im hier beschriebenen engeren Sinne sind die im Mittelalter an Bischöfe, Domkapitel und Abteien vom Kaiser ausgegebenen Lehen zu unterscheiden, die zur Bildung großer Grund- bzw. Territorialherrschaften oder so genannter geistlicher Fürstentümer führten. Sie waren fast immer mit dem Kirchenpatronat der auf dem Lehen liegenden Pfarreien und mit weltlichen Herrschaftsrechten, insbesondere der Gerichtsbarkeit über die dort lebenden Untertanen verbunden. Dies war bei den Pfarr- oder Kirchenlehen nicht der Fall.
Beim Amtsantritt eines Pfarrers, Diakons usw. fand keine förmliche Belehnung statt, denn der Geistliche wurde nicht Inhaber des Lehnguts, sondern nur Nutznießer der Einkünfte. Das Lehen selbst blieb stets mit der Kirche verbunden, für die es ursprünglich ausgetan worden war. Auch die Bischöfe oder die entsprechenden kirchlichen Obrigkeiten der evangelischen Landeskirchen konnten die Zweckbestimmung eines Kirchenlehens nicht ändern.
Die meisten Kirchenlehen entstanden, indem der weltliche Kirchenpatron einer Pfarrei diese mit Grundbesitz ausstattete. Diese Stiftung sicherte dem Patron und seinen Erben gewisse Ehrenvorrechte (Sitz im Chor oder Patronatsloge, Begräbnis in der Kirche) und das Präsentationsrecht für die Pfarrstelle. Mit dem Anwachsen der Bevölkerung mussten im späten Mittelalter und in der frühen Neuzeit häufig neue Stellen geschaffen werden, um die Seelsorge der größeren Gemeinden sicherzustellen. Diese wurden mit je eigenen Lehen ausgestattet. Desgleichen kam es seit dem 15. Jahrhundert vermehrt zur Gründung von Pfarrschulen und zur Anstellung von Kantoren, was zur Errichtung von Kirchschullehen und Kantoratslehen führte.
Eine große, gut ausgestattete Kirchgemeinde verfügt daher nicht selten über ein halbes Dutzend unterschiedlicher Lehen, wie z. B. Pfarrlehn, Archidiakonatslehn, Diakonatslehn, Kirchschullehn, Kantoratslehn. Als Kirchlehn im engsten Sinne bezeichnet man häufig nur das Grundstück, auf dem das Kirchengebäude und der zugehörige Friedhof liegen.
Zu jedem Pfarrlehen gehörte in der Regel landwirtschaftliche Nutzfläche (meist mehr als 1 Hufe), ein Stück Wald und auch das Pfarrhaus selbst mit einem großen Nutzgarten. Die anderen Kirchenlehen waren kleiner und manches reichte kaum für den Unterhalt des Stelleninhabers, zumal nach der Reformation bei den Protestanten, wo auch die Diakone oft schon eine eigene Familie hatten.
Früher bewirtschafteten viele Pfarrer das Kirchenlehen ganz oder teilweise selbst, weshalb zu vielen Pfarrhaushalten auch oft die dafür notwendigen Knechte und Mägde gehörten. Im Laufe des 19. Jahrhunderts wurde der Grund aber mehr und mehr verpachtet und seit dem 20. Jahrhundert ist der Pachtzins überall der wichtigste Teil des Einkommens aus den Kirchenlehen. Hinzu kommt mancherorts noch die Vermietung von Wohnungen und der Holzverkauf aus dem Pfarrwald.
Bei der Abschaffung des Lehnswesens, in den meisten deutschen Staaten während der 1. Hälfte des 19. Jahrhunderts, blieben die Kirchenlehen als besondere Rechtsform für Grundbesitz erhalten und sie wurden als Eigentümer ihrer Flächen in die Grundbücher eingetragen. Insofern sind die Kirchenlehen den Stiftungen vergleichbar; ihr Vermögen wird vom Kirchgemeinderat treuhänderisch verwaltet und dieser entscheidet auch über die Nutzung der Erträge. Er ist dabei aber nicht nur an das bürgerliche Recht, sondern auch an das kirchliche Recht (bei den Katholiken Kanonisches Recht, bei den Protestanten das Recht der einzelnen Landeskirchen) gebunden.

## Kirchschullehnauseinandersetzung
Die Trennung von Kirche und Staat durch die Weimarer Verfassung von 1919 beeinflusste den weiteren Umgang mit den Kirchschullehen, denn auf diesen hatte der Staat im 19. Jahrhundert oft Schulgebäude errichten lassen. So lange eine Staatskirche existierte, in Sachsen z. B. die evangelisch-lutherische Landeskirche, war es unerheblich, ob das Kirchschullehn dem Staat oder der Kirchgemeinde gehörte. Nach 1919 mussten aber die Besitzrechte an Grund und Boden und am Gebäude geklärt werden. Diesen Prozess nannte man Kirchschullehensauseinandersetzung.
Angestrebt wurde dabei die Vereinigung beider Rechte in einer Hand. Dafür gibt es zwei Möglichkeiten: 1. den Verkauf des Lehens an die politische Gemeinde, 2. den Verkauf des Gebäudes an die Kirchgemeinde und die Anmietung bzw. Pacht der Schule für den Unterricht. Für die erste Möglichkeit fehlte vielen Gemeinden in der Zwischenkriegszeit das Geld; der zweite Weg war oft nicht gangbar, weil die Kirchgemeinden die Renovierungskosten für die nicht selten maroden Schulgebäude nicht tragen konnten oder wollten. So blieben in vielen Gemeinden die Kirchschullehen und mit ihnen der unklare Rechtsstatus über Jahrzehnte weiter bestehen.
Im Bereich der sächsischen Landeskirche z. B. überdauerten sie vielerorts auch die 1990 untergegangene DDR. In Sachsen ist erst nach dem Abschluss des Staatskirchenvertrags mit dem Freistaat im März 1994 wieder Bewegung in die Angelegenheit gekommen. Hier versuchen die Kirchgemeinden seitdem intensiv ihre Kirchschullehen zu veräußern. Deren Wert ist freilich vielerorts stark gesunken, da wegen der geringen Kinderzahl viele Dorfschulen aufgegeben wurden und sich häufig kein Käufer für die Kirchschulen findet.